# Communauté de communes du Pays de Saint-Céré
Die Communauté de communes du Pays de Saint-Céré ist ein ehemaliger französischer Gemeindeverband (Communauté de communes) im Département Lot und der Region Midi-Pyrénées. Er wurde am 29. Dezember 1995 gegründet und 2015 mit anderen Gemeindeverbänden zur Communauté de communes Causses et Vallée de la Dordogne fusioniert.

## Mitglieder
- Autoire
- Bannes
- Frayssinhes
- Latouille-Lentillac
- Loubressac
- Saignes
- Saint-Céré
- Saint-Jean-Lagineste
- Saint-Jean-Lespinasse
- Saint-Laurent-les-Tours
- Saint-Médard-de-Presque
- Saint-Paul-de-Vern
- Saint-Vincent-du-Pendit

## Quelle
- Le SPLAF - (Website zur Bevölkerung und Verwaltungsgrenzen in Frankreich (frz.))